# Dustin Johner
Dustin Johner (* 6. März 1983 in Estevan, Saskatchewan) ist ein ehemaliger kanadischer Eishockeyspieler, der im Verlauf seiner aktiven Karriere zwischen 2000 und 2019 unter anderem annähernd 180 Spiele für den HC Innsbruck und EC VSV in der österreichische Erste Bank Eishockey Liga (EBEL) auf der Position des Centers bzw. rechten Flügelstürmers bestritten hat. Darüber hinaus absolvierte Johner über 250 weitere Partien in der American Hockey League (AHL) und ECHL.

## Karriere

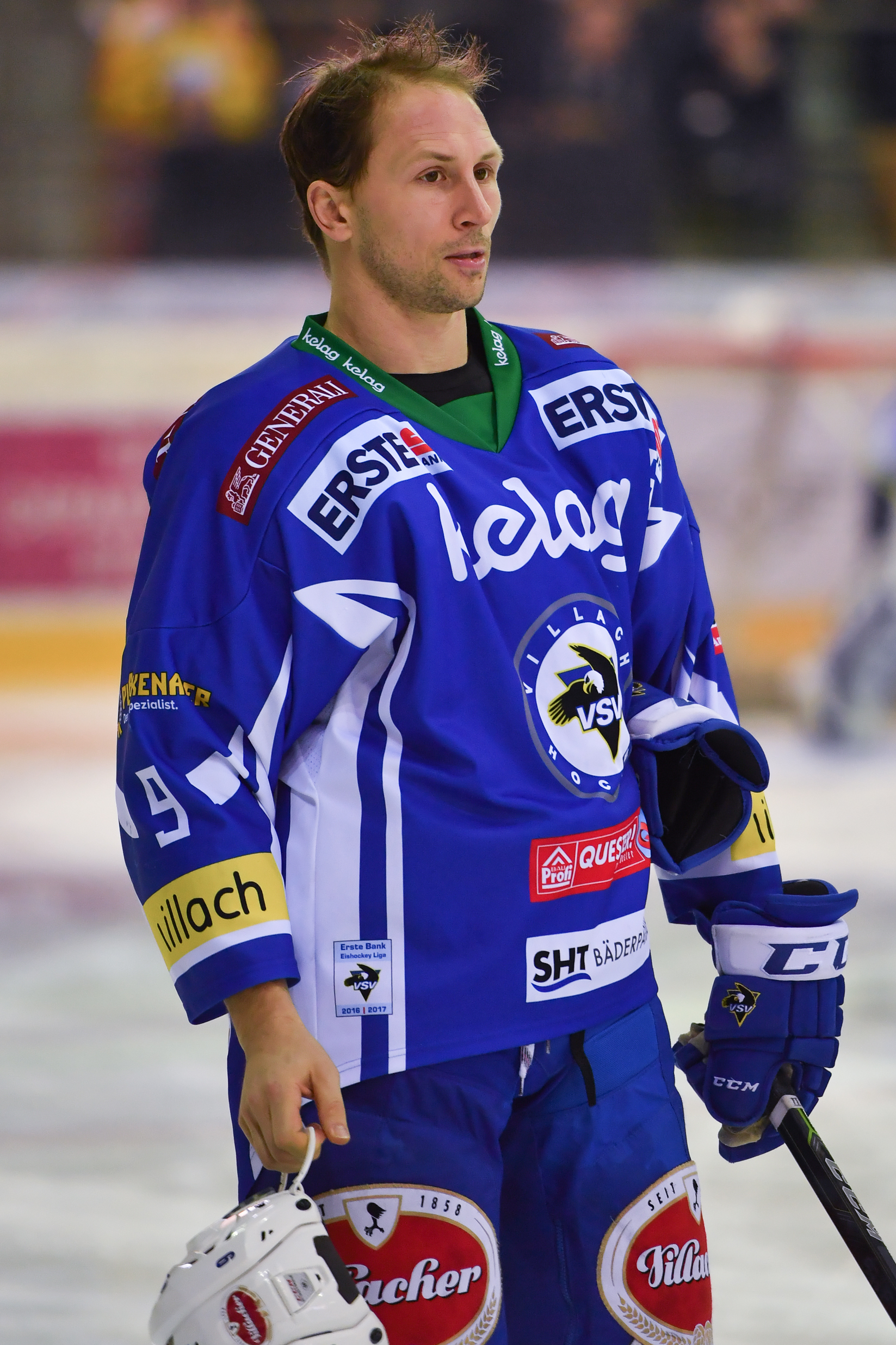
Johner im Trikot des EC VSV (2016)

Dustin Johner spielte zunächst zwischen 2000 und 2004 für die Seattle Thunderbirds in der kanadischen Juniorenliga Western Hockey League (WHL) und wurde während dieser Zeit im NHL Entry Draft 2001 von den Florida Panthers aus der National Hockey League (NHL) in der sechsten Runde an 169. Stelle gedraftet. Anschließend war der Stürmer in der ECHL sowie American Hockey League (AHL) aktiv, kam aber nie in dieser höchsten Spielklasse zum Einsatz.
Mit Beginn der Spielzeit 2007/08 lief Johner in Europa auf und holte noch in dieser Saison mit dem ZSC Lions den Schweizer Meistertitel. In der Saison 2008/09 erreichte er mit dem österreichischen Verein HC Innsbruck die Playoffs der Erste Bank Eishockey Liga (EBEL), wo die Innsbrucker jedoch im Viertelfinale gegen den späteren Meister EC KAC unterlagen. Johner kam für Innsbruck auf 60 Einsätze, wobei er 52 Scorerpunkte erzielte. Die Saison 2009/10 begann der Kanadier bei Tampereen Ilves in der finnischen SM-liiga, absolvierte dort aber nur zwei Einsätze und spielte den Rest der Saison für die Heilbronner Falken in der DEL2. In seinen 41 Einsätzen für die Deutschen erzielte er 53 Scorerpunkte.
Von 2010 bis 2015 spielte Johner erfolgreich in der schwedischen Allsvenskan. In der Saison 2010/11 gelang ihm mit den Växjö Lakers der Aufstieg in die höchste Spielklasse Elitserien und wiederholte dies mit dem Djurgårdens IF im Spieljahr 2013/14. Mit dem VIK Västerås HK spielte er in der Saison 2014/15 erneut in der Allsvenskan und erzielte im Grunddurchgang 23 Tore und 23 Assists, womit er zweitbester Torschütze und fünftbester Scorer der Liga wurde. Zudem erzielte er die meisten Powerplay-Tore (17) der Allsvenskan dieser Saison. In insgesamt 278 Spielen in der Allsvenskan-Liga erzielte Johner 106 Tore und 108 Assists.
Ab 2015 spielte Dustin Johner erneut in der EBEL für den Villacher Verein EC VSV. Nach anfänglicher Erfolglosigkeit erstarkte der Center zum letzten Drittel der Hauptrunde nach seinem Wechsel auf den rechten Flügel. Auch in seiner zweiten Saison bei den Villachern wurde er zweitbester Vorlagengeber und drittstärkster Scorer der Mannschaft, jedoch konnte der VSV nicht die Playoffs erreichen. Nach dem Ende der Saison erhielt der Angreifer kein neues Vertragsangebot. Im Juli 2017 wurde er von den Belfast Giants aus der britischen Elite Ice Hockey League (EIHL) unter Vertrag genommen. Schon in der ersten Saison gewann er mit der Mannschaft den Challenge Cup. In der folgenden Saison hatte er mit 23 Toren und 23 Assists erheblichen Anteil am Gewinn der britischen Meisterschaft der Giants. Im April 2019 gab der 36-Jährige sein Karriereende bekannt.

## Erfolge und Auszeichnungen
| - 2008 Schweizer Meister mit dem ZSC Lions - 2011 Meister der Allsvenskan und Aufstieg in die Elitserien mit den Växjö Lakers - 2014 Meister der Allsvenskan und Aufstieg in die Svenska Hockeyligan mit Djurgårdens IF | - 2018 EIHL-Challenge-Cup-Gewinn mit den Belfast Giants - 2019 EIHL-Challenge-Cup-Gewinn mit den Belfast Giants - 2019 Britischer Meister mit den Belfast Giants |

## Karrierestatistik
(Legende zur Spielerstatistik: Sp oder GP = absolvierte Spiele; T oder G = erzielte Tore; V oder A = erzielte Assists; Pkt oder Pts = erzielte Scorerpunkte; SM oder PIM = erhaltene Strafminuten; +/− = Plus/Minus-Bilanz; PP = erzielte Überzahltore; SH = erzielte Unterzahltore; GW = erzielte Siegtore; 1 Play-downs/Relegation; Kursiv: Statistik nicht vollständig)